# Marcin Sapa
Marcin Sapa (ur. 10 lutego 1976 w Koninie) – polski kolarz szosowy. Mistrz Polski (2008), kolarz profesjonalnej ekipy BDC-Marcpol.

## Życiorys
Przygodę z kolarstwem rozpoczynał pod okiem trenerów – Zbigniewa Augustynowicza i Józefa Gronostaja w klubie Górnik Konin. Kontynuował swą kolarską karierę w KTC Konin i Zagłębiu Konin. W 2000 przeszedł do grupy Atlas Lukullus, kierowanej przez Dariusza Banaszka. Jego kolejnym zespołami były Ambra-Obuwie-SNC Odzież (2002),  Mikomax Łódź (2003), Knauf Team (2004-2006), DHL-Author (2007-2008). W 2009 został zawodnikiem grupy UCI Protour Lampre. Od 2011 reprezentuje barwy BDC Team, kolejnej grupy kierowanej przez Dariusza Banaszka.
Jego największymi sukcesami w karierze są mistrzostwo Polski w wyścigu szosowym ze startu wspólnego (2008) oraz mistrzostwo Polski w jeździe drużynowej na czas w barwach BDC Marpol Team (2012), a także zwycięstwa w klasyfikacji końcowej Wyścigu dookoła Warmii i Mazur (2000), Wyścigu dookoła Mazowsza (2008), Małopolskiego Wyścigu Górskiego (2008) i Wyścigu Solidarności i Olimpijczyków (2011), a także srebrny medal mistrzostw Polski w jeździe indywidualnej na czas (2000) i dwukrotnie brązowy medal w tej konkurencji (2002 i 2010). W 2006 triumfował w klasyfikacji końcowej kolarskiej ProLigi. W 2004 wygrał jeden z etapów Tour de Pologne i przez trzy kolejne był liderem wyścigu. W tym samym Wyścigu w 2008 zwyciężył w klasyfikacji najaktywniejszych. W 2009 startował w barwach Lampre w Tour de France, zajmując w klasyfikacji końcowej 146. miejsce. W 2010 reprezentował Polskę na mistrzostwach świata, ale nie ukończył wyścigu szosowego ze startu wspólnego. Karierę kolarza zakończył w 2013 roku.

## Najważniejsze osiągnięcia
- 2000
  - 2. miejsce w mistrzostwach Polski (jazda ind. na czas)
- 2002
  - 3. miejsce w mistrzostwach Polski (jazda ind. na czas)
- 2003
  - 1. miejsce w Memoriał Romana Regorowicza
- 2004
  - 1. miejsce na 2. etapie Tour de Pologne
- 2007
  - 1. miejsce w Pomorski klasyk
- 2008
  -  1. miejsce w mistrzostwach Polski (ze startu wspólnego)
  - 1. miejsce w Małopolskim Wyścigu Górskim
  - 1. miejsce w Dookoła Mazowsza
- 2010
  - 1. miejsce na 5. etapie Bayern Rundfahrt
  - 3. miejsce w mistrzostwach Polski (jazda ind. na czas)
- 2011
  - 1. miejsce w Wyścigu Solidarności i Olimpijczyków
    - 1. miejsce na 3. etapie
- 2012
  - 2. miejsce w Tour of Bulgaria
- 2013
  - 1. miejsce w Dookoła Mazowsza
  - 1. miejsce na 5. etapie Dookoła Bułgarii

## Starty w Wielkich Tourach
| Grand Tour | 2009 |
| ---------- | ---- |
| Giro       | -    |
| Tour       | 146. |
| Vuelta     | -    |